# 干杉镇
干杉镇位于湖南省长沙县南部。地缘上，干杉北部与黄花镇接壤，东南部与江背镇为邻，西南部与黄兴镇交界，西北部与㮾梨镇相连，全乡总面积69.7平方公里，总人口22,097人（2000年人口普查）；辖8个行政村、1个社区；乡政府驻干杉社区。

## 历史
今干杉乡1949年属龙潭乡，1956年为干杉乡；1958年属谷塘公社，1961年析干杉公社，1983年改为干杉乡。干杉乡在1995年长沙地区撤区并乡镇之前属㮾梨区，1995年㮾梨区撤销后直属县政府。
2004年村级区划调整，调整之前为14个村，分别为百祥村、大岭村、石弓村、明月村、干杉村、建新村、大塘村、车马村、道渡村、纠田村、田坪村、斗塘村、长安村和石坡村；区划调整后为8个村、1个社区。
2015年11月19日，将黄兴镇和干杉镇成建制合并设立黄兴镇。

## 区划
- 1个社区：干杉社区；
- 8个村：百祥村、大岭村、石弓湾村、新建村、车马村、万龙村、斗塘村和长安村。